# Falkenberg (gemeente in Zweden)
Falkenberg is een Zweedse gemeente in de provincie Hallands län. Ze heeft een totale oppervlakte van 1839,7 km² en telde 40.000 inwoners in 2007.
Het wapen van de gemeente is een voorbeeld van een sprekend wapen; een valk aan een berg.

## Plaatsen
Falkenberg (stad in Zweden) - Skogstorp - Slöinge -Ullared - Skrea - Vessigebro -Glommen - Vinberg - Långås - Älvsered - Heberg - Ätran - Ringsegård - Bergagård - Årstad - Morup - Vinbergs kyrkby - Köinge - Fegen - Ljungby (Halland) - Okome - Källsjö - Fagered - Olofsbo - Långasand - Ugglarp - Gällared - Fridhemsberg - Stensjö och del av Stora Skipås - Eftra - Hansagård - Bölse - Veka - Asige - Sandkärr och del av Rosendal - Skreanäs
Falkenberg · Halmstad · Hylte · Kungsbacka · Laholm · Varberg